# Kabellänge
In der Seefahrt bezeichnet ein Kabel (engl. cable) den zehnten Teil einer Seemeile und beträgt 185,2 Meter. Allgemein, z. B. in Seefahrtserzählungen nennt man diese Einheit auch Kabellänge (engl. cable length). Neben der Internationalen gibt es noch drei weitere Definitionen. Die Kabellänge ist keine SI-Einheit des auf dem internationalen Größensystem (ISQ) basierenden Einheitensystems.
- 1 cable length (Imp.) = 100 fm = 600 Fuß = 182,88 m
- 1 cable length (US) = 120 fm = 720 Fuß = 219,456 m
- 1 cable length (GB) = 608 Fuß = 185,3184 m

## Historisches MaßEncablure
Die Kabellänge, auch mit Encablure bezeichnet, diente auch zum Bestimmen von kurzen Seestrecken, wie Hafenbeckenabmessungen, Hafeneinfahrten oder schmalen Seeengen und ähnlichen Entfernungen. Die geschätzten Entfernungen wurden dann in Kabellängen angegeben. In der französischen Marine war:
- 1 Encablure/Kabellänge = 120 Brasses = 600  Pieds/alter Pariser Fuß = 100 alte Pariser Toisen,[1]
- 1 Kabellänge =  194,9036 Meter,
- 1 Seemeile  = 9,5 Kabellängen,
- 1 Kabellänge/metrische Kabellänge (Encablure nouvelle)[2] = 200 Meter[3] als gerundeter Wert.

## Verschiedene  Kabellängen
Kabellänge in verschiedenen Ländern:
- Vereinigtes Königreich: (Cable's Length) = ⅛ Sea mile = 231 Meter
- Frankreich:
  - (Encâblure) neue = 200 Meter
  - (Encâblure) alte = 195 Meter (100 Toises)
- Niederlande: (Kabellengte) = 225 Meter
- Portugal: (Estadio) = 258 Meter
- Spanien: (Medida o cable) = 200 Meter (120 Brazas)
- Österreich: der zehnte Teil einer Seemeile, = 185,2 Meter
- Dalmatien: hier als Ankertaulänge oder Gomena bezeichnet. 1 Gomena = 120 Passi (venezian.) = 600 Fuß = 110 Klafter (Wiener) = 107 Toisen (franz.)[5]